# Polígono mágico

Ejemplos de triángulos mágicos de orden 3 (con la suma de cada lado anotada en el centro), un tipo de polígono mágico

Un polígono mágico es un grafo mágico poligonal con números enteros en sus vértices.

## Polígono mágico perimetral
Un polígono mágico, también llamado polígono mágico perimetral, es un polígono con números enteros en sus lados que suman una constante mágica. Además, se debe cumplir la condición de que deben usarse los enteros positivos (del 1 al N).
Para formar un polígono mágico, se deben disponer estos números en el perímetro de un polígono de k lados, de forma que si se suman en cada lado (incluyendo los dos vértices) siempre deben dar la misma constante. Los polígonos mágicos son una generalización de otras formas mágicas, como los triángulos mágicos.

## Polígonos mágicos con un punto central

Polígono mágico cuadrado central P(4,4); y polígono mágico pentagonal degenerado D(5,2), según la notación ideada por Danniel Dias Augusto y Josimar da Silva

Victoria Jakicic y Rachelle Bouchat definieron los polígonos mágicos como polígonos regulares de n lados con 2n+1 nodos (uno de ellos, un nodo central), de forma que la suma de cada tres nodos (cada par diagonalmente opuesto, más el central) es la misma. En su definición, un cuadrado mágico de 3×3 se puede ver como un 4-ágono mágico. No hay polígonos mágicos impares con esta definición (dado que los nodos no pueden estar diagonalmente opuestos en este caso).

## Polígonos mágicos concéntricos y polígonos mágicos degenerados
Danniel Dias Augusto y Josimar da Silva definieron el polígono mágico P(n,k) como un conjunto de {\displaystyle {\frac {k^{2}n}{2}}+1} nodos, de los cuales {\displaystyle {\frac {kn}{2}}} son los vértices de los {\displaystyle {\frac {k}{2}}} polígonos regulares que rodean concéntricamente al punto central, de forma que cada lado de cada polígono y cada diagonal del mayor polígono contiene {\displaystyle k+1} nodos (incluidos los vértices que los delimitan). Lógicamente, tanto n como k deben ser números pares. En esta definición, los polígonos mágicos de Victoria Jakicic y Rachelle Bouchat pueden verse como polígonos mágicos de la forma P(n,2). También definieron polígonos mágicos degenerados, con los polígonos creciendo en capas sucesivas alrededor de un vértice (para n impar).